# 塞爾布山
47°26′38″N 12°57′50″E / 47.44389°N 12.96389°E

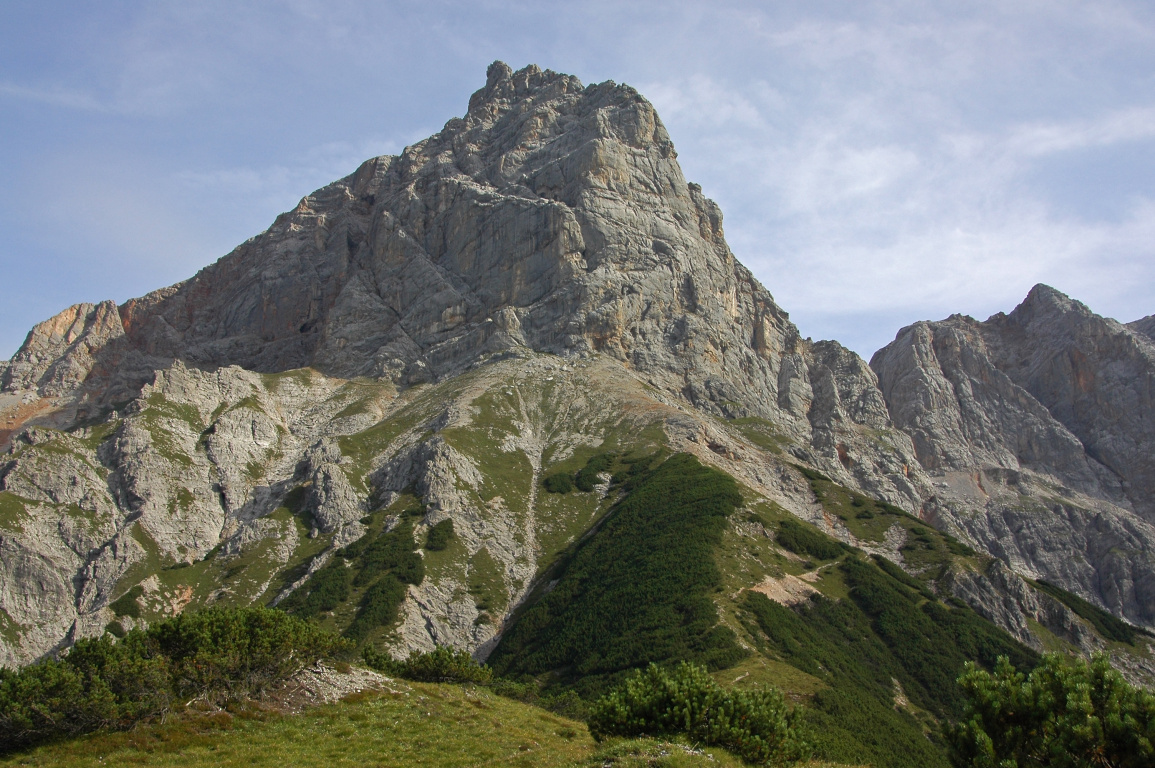

塞爾布山（德語：Selbhorn），是奧地利的山峰，位於該國中部，由薩爾茨堡州負責管轄，屬於貝希特斯加登阿爾卑斯山脈的一部分，海拔高度2,655米，每年平均降雨量2,176毫米。